# Éditions Denoël
Éditions Denoël es una editorial francesa fundada en 1930 por el belga Robert Denoël y el estadounidense Bernard Steel.

## Los comienzos de Éditions Denoël
Llamada Éditions Denoël-Steel durante sus inicios, la editorial tuvo su primer éxito con la publicación en 1932 de Viaje al fin de la noche de Louis-Ferdinand Céline, que obtuvo el Premio Renaudot pero que, pese a estar entre las favoritas, no fue admitida por el jurado del Premio Goncourt. En 1934, Denoël editó Les Cloches de Bâle de Louis Aragon, Heliogábalo o el anarquista coronado de Antonin Artaud y, en 1936, Muerte a crédito de Céline, al igual que sus virulentos panfletos (especialmente Bagatelles pour un massacre (1937) y L'École des cadavres (1938)).
Durante la Segunda Guerra Mundial, la actitud de Denoël, como la de tantas otras editoriales francesas, puede ser considerada como ambigua: publicó una revista política antialemana, Notre Combat, al mismo tiempo que publicaba los panfletos antisemitas de Louis-Ferdinand Céline y de Lucien Rebatet.
En 1964 publicó la colección Femme (Mujer) dirigida por Colette Audry, siendo la primera editorial francesa en ofrecer obras, francesas y extranjeras, todas escritas por mujeres. Publicó un título al mes. Destaca especialmente la publicación en francés del superventas sobre las mujeres La mística de la feminidad de Betty Friedan traducido por Ivette Roudy con el título La Femme mystifiée.

## Éditions Denoël hoy
Éditions Denoël publica hoy un centenar de títulos por año, repartidos entre sus diversas colecciones, que abarcan los dominios de la ficción francesa y mundial, los documentos y los ensayos, y las historietas.
Entre los autores publicados por Éditions Denoël, cabe citar, por ejemplo, a Sébastien Japrisot, Richard Morgiève, Jack Kerouac, Norman Mailer, Ray Bradbury, Philip K. Dick y Bertrand Latour y, en las colecciones consagradas a las cuestiones sociales, a François Santoni, Jean-Michel Rossi, Arnaud Montebourg, Didier Lestrade, Luc Delannoy y Christophe Bourseiller.